# Гірнича промисловість Лівії
Гірнича промисловість Лівії

## Загальна характеристика
Місце Лівії в світовий добувній промисловості визначається виключно нафтогазовою галуззю, яка на початку XXI ст. забезпечує близько 95% експортних надходжень країни. Спостерігається бум нафтовидобутку: в 2000 — 1,41 млн бар./добу, прогноз на 2003 — 2,0 млн бар./добу [Mining Annual Review 2002].

## Нафтова промисловість
Осн. промисли розташовані на південь та південний схід від затоки Великий Сирт. Друга група родовищ розташована в західній частині країни, що межує з Алжиром і Тунісом. Глибина залягання продуктивних горизонтів від 1500 до 3000 м. Використовуються як первинні, так і повторні методи видобутку. Найбільш великі родовища, що експлуатуються — Серір, Насер (Зельтен), Джалу і Амаль. Важливі також родовища Дефа, Дахра, Ауджіла, Рагуба, Ваха, Інтісар з дебітом свердловин до 600 т/добу. У районі багатих нафтових родовищ на південь від затоки Сидру на основі концесій в 1990-х роках діяло понад 30 нафтових компаній.
У Лівії розвинута нафтопереробна галузь. Нафтова промисловість Лівії носить яскраво виражену експортну спрямованість. На зовнішні ринки поставляється близько 90% видобутої нафти.
На початку XXI ст. в нафтовій промисловості задіяні головним чином компанії: National Oil Co. (NOC), led by Repsol (Іспанія), including OMV (Австрія), Total Fina Elf (Франція), Norsk Hydro (Норвегія).
Відвантаження нафти на експорт здійснюється через п'ять терміналів для нафтоналивних танкерів, розташованих в середземноморських портах Ес-Сідер, Расах-ель-Ануф, Марсі-ель-Бурейка, Марсі-ель-Харіга і Ез-Зувайтіна. Транспорт нафти — трубопровідний. Значний розвиток в Лівії одержав і видобуток газу. Станом на 1990-і роки розвідано понад 30 родовищ газу, з яких 26 експлуатується.
Залізо. Лівія має металургійне підприємство в Місурата (Misurata), яке працює на імпортній сировині. Розглядається проект побудови відкритої копальні Wadi Shatti з ресурсами 795 млн т руди з вмістом 51,7% Fe, але з високим вмістом фосфору. Руди представлені магнетитом і сидеритом. Річна продуктивність рудника — до 10 млн т/рік. Вітчизняні руди розглядаються урядом, як потенційна сировина для металургійної галузі.

## Інші корисні копалини
Тверду мінеральну сировину в Лівії добувають головним чином для виробництва цементу. Видобувають 150 тис.т/рік гіпсу, вапняк і глини. Приблизно 30 тис.т/рік солі виробляється за допомогою випаровування на берегових установках біля Бенгазі та Триполі і приблизно 13 тис.т/рік сірки видаляється з нафти і газу [Mining Annual Review 2002].
Мінеральний потенціал країни ще не залучений до експлуатації включає родовища мармуру, бентоніту, піску кремнезему, золота і базових металів.